# Rio Cunani
Le rio Cunani est un cours d'eau brésilien qui baigne l'État d'Amapá et a son embouchure dans l'Océan Atlantique. 

## Géographie
Il s'écoule globalement d'Ouest en Est pour se jeter dans l'Océan Atlantique, au Nord de l'État, dans un petit estuaire. Tout son trajet se fait sur la municipalité de Calçoene. À 16 km de son débouché dans l'océan, se trouve la localité de Counani, qui fut le siège de l'éphémère République indépendante de Guyane, créée sur le territoire du Contesté franco-brésilien. La détermination de ses sources et l'exploration de son cours ont été faites par Georges Brousseau.